# 김주환 (1940년)
김주환(1940년 10월 20일~)은 대한민국의 정치인이다. 제18대 대구광역시 중구청장을 지냈다.

## 경력
- 1997. 12. 3. 한나라당 입당
- 2002. 5. 21. 한나라당 탈당

## 역대 선거 결과
|  | 38.8% |

|  | 40.79% |

|  | 45.02% |

|  | 28.99% |

| 전임 강현중 | 제18대 대구광역시 중구청장 1998년 7월 1일~2002년 6월 30일 | 후임 정재원 |